# Brandhaus (Neuenmarkt)
Brandhaus (oberfränkisch: Brond) ist ein Gemeindeteil der Gemeinde Neuenmarkt im Landkreis Kulmbach (Oberfranken, Bayern). Brandhaus liegt in der Gemarkung Hegnabrunn.

## Geographie
Die Einöde liegt in einer Waldlichtung an einem namenlosen linken Zufluss des Laubenbachs. Im Osten befindet sich der Himmelkroner Forst und im Süden das Laubenholz. Ein Anliegerweg führt 0,5 km südöstlich zur Bundesstraße 303 nördlich von Himmelkron.

## Geschichte
Der Ort wurde 1811 als „aufm Brand“ erstmals schriftlich erwähnt. Namensgebend ist der Flurname Brand.
Mit dem Gemeindeedikt wurde Brandhaus dem 1811 gebildeten Steuerdistrikt Hegnabrunn und der 1812 gebildeten gleichnamigen Ruralgemeinde zugewiesen. Am 1. April 1971 wurde Brandhaus nach Neuenmarkt eingegliedert.

### Einwohnerentwicklung
| Jahr      | 001818 | 001861 | 001871 | 001885 | 001900 | 001925 | 001950 | 001961 | 001970 | 001987 |
| Einwohner | 4      | 9      | 5      | 9      | 9      | 8      | 6      | 3      | 7      | 4      |
| Häuser    | 1      |        |        | 1      | 1      | 1      | 1      | 1      |        | 1      |
| Quelle    | [ 7 ]  | [ 10 ] | [ 11 ] | [ 12 ] | [ 13 ] | [ 14 ] | [ 15 ] | [ 16 ] | [ 17 ] | [ 1 ]  |

## Religion
Brandhaus ist evangelisch-lutherisch geprägt und nach St. Johannes (Trebgast) gepfarrt.